# Rudolf Otto
Karl Louis Rudolph (Rudolf) Otto, född 25 september 1869 i Peine, död 5 mars 1937 i Marburg, var en tysk teolog, religionsvetare och filosof. Han är mest känd för sitt verk Das Heilige ("Det heliga").

## Biografi
Otto studerade i Erlangen och Göttingen, varpå han disputerade på en avhandling om Martin Luthers syn på den Helige Ande och skrev en habilitation om Immanuel Kant. År 1910 utsågs han till hedersdoktor vid Giessens universitet. Slutligen fick han ordinarie professurer - 1915 vid det som då var Breslaus universitet, och 1917 vid Marburgs universitet. Han bodde resten av sitt liv i Marburg och pensionerades 1929. Åtta år senare avled han i lunginflammation efter att ha fallit från ett tjugo meter högt klocktorn. Ryktena om ett självmordsförsök har aldrig kunnat bekräftas.
År 1932 blev han teologie hedersdoktor vid Uppsala universitet.

## Det Heliga
Ottos än idag mest kända verk är Das Heilige - Über das Irrationale in der Idee des Göttlichen und sein Verhältnis zum Rationalen (1917, svensk översättning "Det Heliga - Om det irrationella i det gudomligas idé och dess relation till det rationella" 1924). Det är en av den tyska teologins mest framgångsrika böcker. Den är ständigt i tryck på originalspråket och har översatts till ungefär 20 andra språk. Boken definierar det heliga som "det numinösa", vilket förklaras som en "icke-rationell, icke-sensorisk erfarenhet eller känsla vars främsta och omedelbara objekt är utanför en själv". Han myntade denna nya term utifrån latinets numen (helig makt). Det numinösa ses som ett mysterium, som är både skrämmande (tremendum) och fascinerande (fascinosum).

## Övriga verk
Bland hans övriga arbeten märks kompletteringsvolymen till detta arbete Aufsätze, das Numinose betreffend (1923), West-östliche Mystik (1926), Indiens nådesreligion och kristendomen (Olaus Petri-föreläsning 1927, utökad tysk utgåva 1930) samt Gottheit und Gottheiten der Arier (1932). Inom arbetet med att reformera andaktslivet och liturgin utgav han Zur Erneuerung und Ausgestaltung des Gottesdienstes (1925) och tog 1921 initiativet till bildandet av Religiöser Menschheitsbund vars syfte var att "etiskt påverka det nationella och internationella livet".

## Inflytande
Ottos idéer har haft stor betydelse även utanför den lutherska teologins område. Religionshistorikern Mircea Eliade utgick från hans föreställningar om det Heliga i sin Le sacré et le profane (1957). Andra som uppmärksammats Ottos idéer är exempelvis Martin Heidegger, Leo Strauss, John A. Sanford, Hans-Georg Gadamer, Max Scheler, Ernst Jünger, Joseph Needham och Hans Jonas. De har också diskuterats bland judiska tänkare som Joseph Soloveitchik och Eliezer Berkovits.